# Astra 1D
O Astra 1D foi um satélite de comunicação geoestacionário europeu construído pela Hughes, que está localizado na posição orbital de 47,3 graus de longitude leste em órbita inclinada, e era operado pela SES Astra, divisão da SES. O satélite foi baseado na plataforma HS-601 e sua vida útil estimada era de 12 anos. O satélite saiu de serviço em novembro de 2021 e foi enviado para a órbita cemitério.

## Lançamento
O satélite foi lançado com sucesso ao espaço no dia 1 de novembro de 1994, por meio de um veículo Ariane-42P H10+, lançado a partir do Centro Espacial de Kourou na Guiana Francesa. Ele tinha uma massa de lançamento de 2.790 kg.

## Capacidade e cobertura
O Astra 1D era equipado com 24 transponders em banda Ku para cobrir a Europa continental. Espaço reservado para o próximo lançamento do satélite Turkmenspace 1.